# میساتو ماتسوئوکا
میساتو ماتسوئوکا (انگلیسی: Misato Matsuoka؛ زادهٔ ۲۳ مارس ۲۰۰۱) صداپیشه اهل ژاپن است. وی از سال ۲۰۲۰ میلادی تاکنون مشغول فعالیت بوده‌است.